# Lionel Atwill
Lionel Atwill est un acteur britannique, né le 1er mars 1885 à Croydon (Royaume-Uni), mort le 22 avril 1946 à Pacific Palisades (Californie) d'un cancer du poumon et d'une pneumonie.

## Filmographie
- 1918 : Eve's Daughter (en) : Courtenay Urquhart
- 1918 : For Sale : Undetermined Role
- 1919 : The Marriage Price (en) : Kenneth Gordon
- 1920 : The Eternal Mother (en) : Howard Hollister
- 1921 : Le Piège (The Highest Bidder) de Wallace Worsley : Lester
- 1929 : The Knife
- 1932 : Affaires non classées (en) (Silent Witness) : Sir Austin Howard
- 1932 : Docteur X (Doctor X) : Dr. Jerry Xavier
- 1932 : Je suis un évadé (I Am a Fugitive from a Chain Gang) de Mervyn LeRoy : Offscreen Narrator of Trailer
- 1933 : The Vampire Bat (en) : Dr. Otto von Niemann
- 1933 : Le Secret de madame Blanche ((The secret of Madame Blanche) : Aubrey St. John
- 1933 : Masques de cire (Mystery of the Wax Museum) de Michael Curtiz : Ivan Igor
- 1933 : Murders in the Zoo : Eric Gorman
- 1933 : The Sphinx : Jerome Breen
- 1933 : Le Cantique des cantiques (Song of songs) de Rouben Mamoulian : Baron von Merzbach
- 1933 : Secret of the Blue Room (en) de Kurt Neumann : Robert von Helldorf
- 1933 : The Solitaire Man (en) : Insp. Wallace
- 1934 : Nana de Dorothy Arzner et George Fitzmaurice : Col. Andre Muffat
- 1934 : Beggars in Ermine : John 'Flint' Dawson aka John Daniels
- 1934 : L'Espionne Fräulein Doktor (Stamboul Quest) : Herr Von Sturm
- 1934 : One More River de James Whale : Brough
- 1934 : Le Temps de l'innocence (The Age of Innocence) : Julius Beaufort
- 1934 : L'Oiseau de feu (The Firebird) de William Dieterle : John Pointer
- 1934 : The Man Who Reclaimed His Head : Henry Dumont
- 1935 : La Femme et le Pantin (The Devil Is a Woman) : Capt. Don Pasqual 'Pasqualito' Costelar
- 1935 : La Marque du vampire (Mark of the Vampire) : Police Insp. Neumann
- 1935 : La Double Vengeance (The Murder Man) de Tim Whelan : Police Capt. Cole
- 1935 : Rendezvous : Maj. William Brennan
- 1935 : Le Capitaine Blood (Captain Blood) : Col. Bishop
- 1936 : The High Command (en) : Maj. Gen. Sir John Sangye, VC
- 1936 : Lady of Secrets (en) : Mr. Whittaker
- 1936 : L'Espionne Elsa (Till We Meet Again) de Robert Florey : Ludwig
- 1936 : Absolute Quiet : Gerald 'G.A. Axton
- 1937 : Après (The Road Back) : Prosecutor
- 1937 : Le Dernier Train de Madrid (The Last Train from Madrid) : Col. Vigo
- 1937 : Amour d'espionne (Lancer Spy) : Col. Fenwick
- 1937 : The Wrong Road (en) de James Cruze : Mike Roberts
- 1937 : Le Grand Garrick (The Great Garrick) de James Whale : M. Beaumarchais
- 1938 : Trois Camarades (Three Comrades) de Frank Borzage : Franz Breuer
- 1938 : Toute la ville danse (The Great Waltz) : Count Anton 'Tony' Hohenfried
- 1939 : Le Fils de Frankenstein (Son of Frankenstein) : Insp. Krogh
- 1939 : Les Trois Louf'quetaires (en) : De Rochefort
- 1939 : Le Chien des Baskerville (The Hound of the Baskervilles) de Sidney Lanfield : Dr. James Mortimer
- 1939 : Le Gorille (The Gorilla) d'Allan Dwan : Walter Stevens
- 1939 : Frères héroïques (The Sun Never Sets) de Rowland V. Lee : Dr. Hugo Zurof
- 1939 : Mr. Moto Takes a Vacation : Prof. Hildebrand
- 1939 : Le Secret du docteur Kildare (The Secret of Dr. Kildare), de Harold S. Bucquet : Paul Messenger
- 1939 : Balalaika de Reinhold Schünzel : Prof. Marakov
- 1939 : The Mad Empress : Bazaine
- 1940 : Charlie Chan au Panama (Charlie Chan in Panama) : Cliveden Compton
- 1940 : Johnny Apollo de Henry Hathaway : Jim McLaughlin
- 1940 : La Croisière meurtrière (Charlie Chan's Murder Cruise) : Dr. Suderman
- 1940 : Girl in 313 : Russell aka Henry Woodruff
- 1940 : The Great Profile de Walter Lang : Dr. Bruce
- 1940 : La Fièvre du pétrole (Boom Town) : Mr. Harry Compton
- 1941 : L'Échappé de la chaise électrique (Man Made Monster), de George Waggner : Dr. Paul Rigas
- 1942 : The Mad Doctor of Market Street : Dr. Ralph Benson, posing as Graham
- 1942 : To be or not to be, jeu dangereux (To Be or Not to Be) : Rawitch
- 1942 : Le Fantôme de Frankenstein (The Ghost of Frankenstein) d'Erle C. Kenton : Dr. Theodor Bohmer
- 1942 : The Strange Case of Doctor Rx : Dr. Fish
- 1942 : Junior G-Men of the Air : The Baron
- 1942 : Deux nigauds dans une île (Pardon My Sarong) : Dr. Varnoff
- 1942 : Cairo : Teutonic gentleman
- 1942 : Night Monster : Dr. King
- 1942 : Frankenstein rencontre le loup-garou (Frankenstein Meets the Wolf Man) : Mayor of Vasaria
- 1944 : Captain America : Dr. Cyrus Maldor
- 1944 : Lady in the Death House (en) : Charles Finch
- 1944 : Les Pillards de la ville fantôme (en) (Raiders of Ghost City) : Erich von Rugen, alias Alex Morel
- 1944 : Secrets of Scotland Yard (en) : Waterlow
- 1944 : La Maison de Frankenstein (House of Frankenstein) : Insp. Arnz
- 1945 : Fog Island (en) : Alec Ritchfield
- 1945 : Crime, Inc. (en) de Lew Landers : Pat Coyle
- 1945 : La Maison de Dracula (House of Dracula) : Insp. Holtz
- 1946 : Lost City of the Jungle (en) : Sir Eric Hazarias
- 1946 : Genius at Work (en) : Latimer Marsh / The Cobra